# Свято-Троицкая церковь (Велец)
Свя́то-Тро́ицкая це́рковь (бел. Свята-Троіцкая царква) — православный храм в деревне Велец Глубокского района Витебской области, построенный в XVIII веке. Памятник архитектуры в стиле деревянного народного зодчества. Перевезена в Белорусский государственный музей народной архитектуры и быта. Включена в Государственный список историко-культурных ценностей Республики Беларусь.

## История
Построена в XVIII веке как униатская. Согласно «Церковной ведомости 1869 года» богослужения в церкви не проводились с 1833 года из-за ветхости здания. С 1877 года возобновились богослужения в храме. Действовала до конца 1950-х годов. В конце 1960-х годов вместе со звонницей была выявлена экспедицией. В 1980-е годы церковь была перевезена в Белорусский государственный музей народной архитектуры и быта. Находится на территории экспозиционного сектора «Поозёрье».

## Архитектура
Относится к церквям клетского типа. Состоит из прямоугольного в плане основного помещения с бабинцем и пятигранной апсиды. Покрыта двухскатной крышей, которая под апсидой переходит в вальмовую. Стены прорезаны небольшими высоко размещёнными окнами и вертикально обшиты широкими досками с наличниками. Фронтон главного фасада заканчивается шпилем, в центре крыши расположена небольшая декоративная главка. Рядом с церковью построена двухъярусная деревянная колокольня XVIII века с шатровой крышей. Первый ярус является срубным, а второй — каркасным с горизонтальной обшивкой.